# Club Deportivo Platense Junior
El Platense Junior es un club de fútbol hondureño con sede en San Pedro Sula. Fue fundado en 1973 y juega en la Liga Mayor de Fútbol de Honduras, tercera liga más importante del país.

## Historia
La historia del Platense Junior inicia el 18 de marzo de 1973, cuando fue fundado por Lelis Zúñiga Paz. Este equipo ha sido una de las más destacadas canteras del fútbol hondureño, puesto que de allí han salido grandes figuras que han destacado tanto en el fútbol nacional como en el internacional; teniendo de testimonio a jugadores como Anthony Lozano, quien tuvo un paso por el Valencia de España o el bimundialista Osman Chávez. En Brasil 2014, Honduras convocó a tres jugadores formados en Platense Junior: Luis López Fernández, Osman Chávez y Mario Martínez Hernández.

## Jugadores

### Jugadores destacados
- Mario Martínez Hernández ( Olancho)
- Anthony Lozano ( Cádiz)
- Quiarol Arzú ( Deportivo Siquinalá)
- Osman Chávez (retirado)
- Iván Edgardo López ( Motagua)
- Luis Aurelio López ( Real España)
- Wilmer Fuentes ( Platense Junior)
- Manuel Doño (retirado)
- Brayan Figueroa ( Atlético Esperanzano)
- Júnior Padilla ( Jocoro)
- Deybi Flores ( Panetolikos)
- Carlos Alfredo Sánchez ( Olimpia)
- Kevin Maradiaga ( Lobos UPNFM)
- Jack Jean-Baptiste ( Lobos UPNFM)